# Biescas (Valle de Bardají)
Biescas es una entidad de población española del municipio de Valle de Bardají, perteneciente a la provincia de Huesca, en la comunidad autónoma de Aragón. En 2023, la entidad singular de población tenía empadronados catorce habitantes.